# 慈愛としてのヨハナ・デ・ヘールと子供たちの肖像
『慈愛としてのヨハナ・デ・ヘールと子供たちの肖像』（じあいとしてのヨハナ・デ・ヘールとこどもたちのしょうぞう、蘭: Portret van Johanna de Geer met haar twee kinderen Cecilia en Laurens Trip als Caritas、英: Portrait of Johanna de Geer and her Children as Charity）、または『ヨハナ・デ・ヘールと二人の子供セシリアとラウレンス・トリップ』（ヨハナ・デ・ヘールとふたりのこどもセシリアとラウレンス・トリップ、英: Portrait of Margarita Trip as Minerva Teaching Her Sister Anna Maria Trip）は、17世紀オランダ絵画黄金時代の画家フェルディナント・ボルがキャンバス上に油彩で制作した絵画である。アムステルダム国立美術館の所蔵品であるが、現在、やはりアムステルダムにあるオランダ王立芸術科学アカデミーに長期貸与作品として展示されている。画面下部中央に「fBol · fecit · (フェルディナント・ボルが[これを]制作した) 」という署名がある。作品はおそらく1664年ごろに描かれた。

## 作品

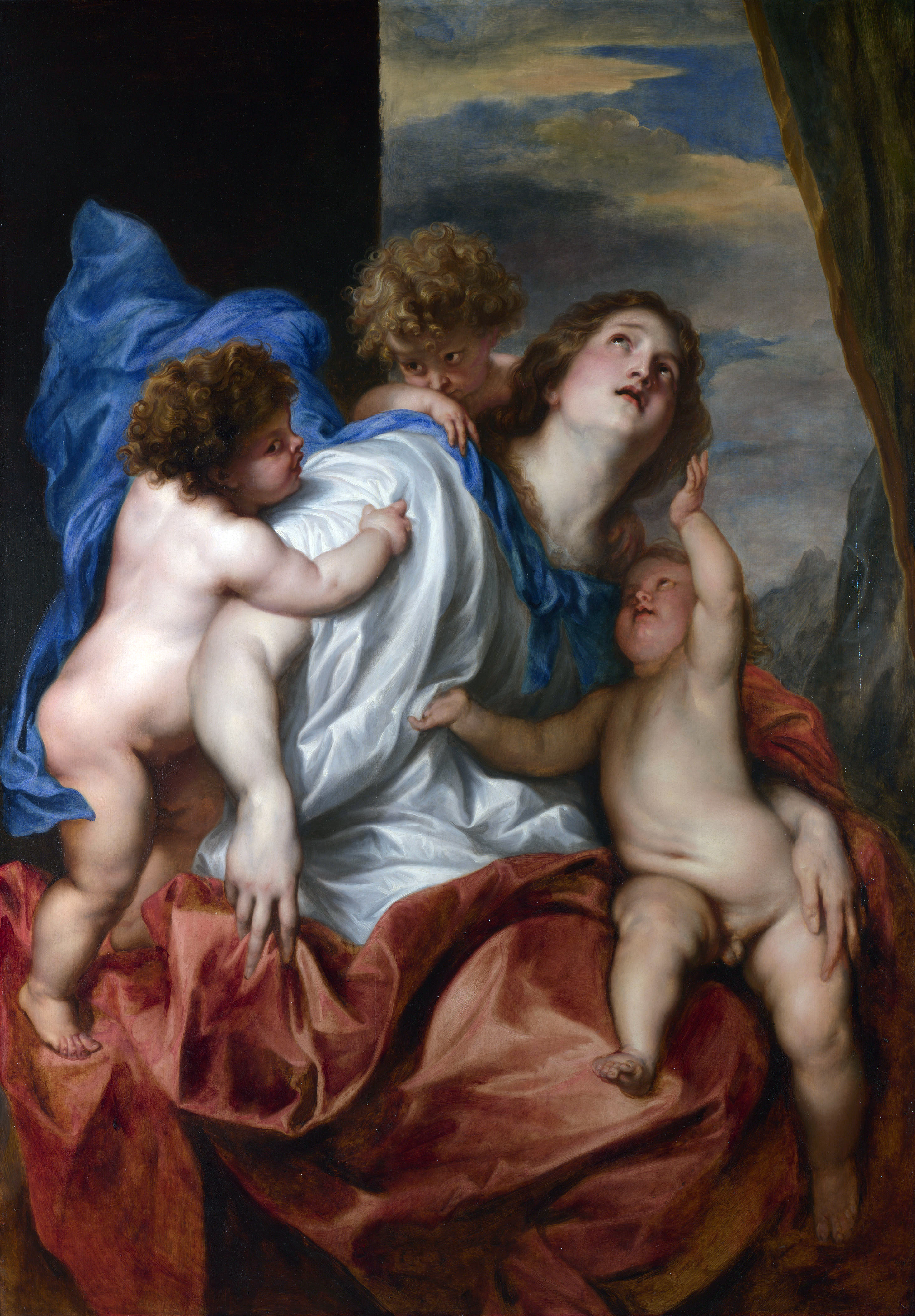
アンソニー・ヴァン・ダイク『慈愛』 (1627–1628年) 、ナショナル・ギャラリー (ロンドン)

この絵画は、富裕な商人であったヘンドリック・トリップ (Hendrik Trip) の2番目の妻ヨハナ・デ・ヘールを描いている。トリップは、兄弟のルイスとともにアムステルダムに豪壮な「トリッペンハウス」 (トリップ兄弟の家)  を建てた人物である。
画中の2人の子供は、夫妻の娘のセシリア・トリップ (Cecilia Trip、1660-1728年) と息子のラウレンス・トリップ  (Laurens Trip、1662年生まれ) である。ヨハナは、自身を2人の子供たちと犬に囲まれた慈しみ深い母親として描かせている。それゆえに、この絵画は慈愛の寓意として解釈されている。家族は、古典的な柱を部分的に隠している大きく豪華なカーテンのある場所に表されている。画面の左側は少し開いており、風景が見える。
本作は元来、トリッペンハウスのマントルピース (暖炉上部の棚) 用に意図されたものである。画中の左右にあるイオニア式付柱は、暖炉の煙突の装飾彫刻とつながっていた。

## 来歴
本作は元来、トリップ兄弟の家の南棟の2階の角部屋に掛けられていた。北棟にはヘンドリック・トリップが居住していた。アムステルダム国立美術館は1816-1885年の間にはトリッペンハウスにあり、その大広間は、レンブラントの『夜警』とバルトロメウス・ファン・デル・ヘルストの『シュッテルス家の食事 (Meal of the Schutters)』を向かい合わせに展示するために二分割された。その時、本作と『慈愛としてのヨハナ・ヘールとその子供たちの肖像』がアムステルダム国立美術館の収集に加わったのかもしれない。